# Relazioni bilaterali tra India e Italia
Le relazioni bilaterali tra India e Italia fanno riferimento ai rapporti diplomatici ed economici tra la Repubblica d'India e la Repubblica Italiana.  L'India ha un'ambasciata a Roma e un Consolato Generale a Milano. L'Italia ha un'ambasciata a Nuova Delhi e due Consolati Generali a Mumbai e Calcutta.

## Storia delle relazioni

### Relazioni Indo-Romane

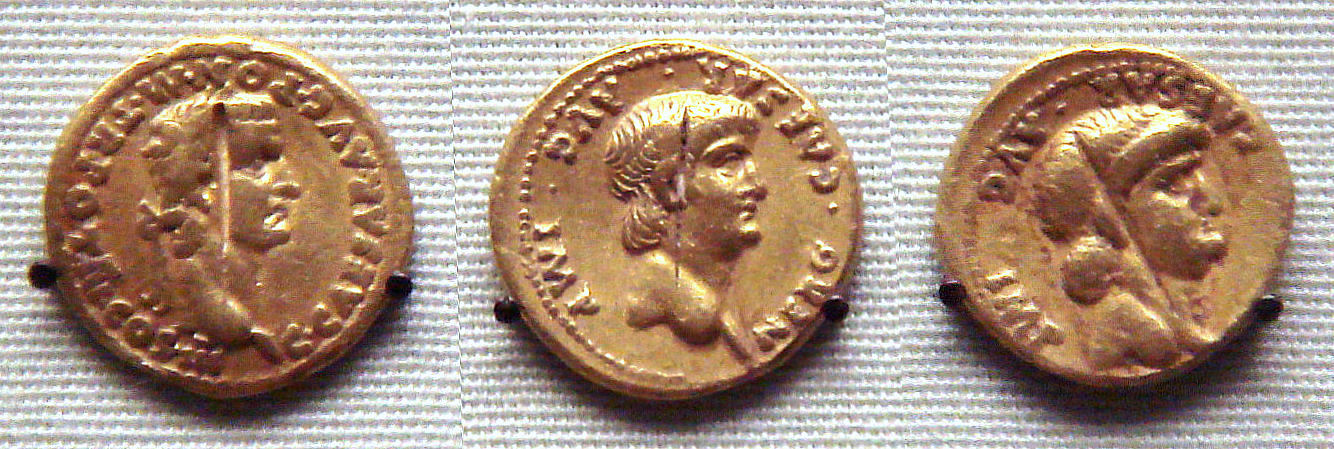
Monete romane raffiguranti Caligola e Nerone ritrovate a Pudukkottai.

Le prime relazioni tra Italia e India risalgono all'età antica. Opere come la Bibliotheca historica di Diodoro Siculo, gli Indikà di Arriano e la Naturalis historia di Plinio il Vecchio contengono riferimenti all'India. Gli scambi commerciali tra l'India e l'Impero romano fiorirono in particolare nel primo e nel secondo secolo d.C. Numerose monete romane sono state ritrovate nella penisola indiana e vi sono prove dell'esistenza di insediamenti di mercanti romani nel sud del paese. Un'altra conferma è stata data dal ritrovamento di una statuetta d'avorio di origine indiana tra le rovine di Pompei. Oltre agli scambi commerciali, tra l'India e Roma intercorrevano anche relazioni diplomatiche. Un corpo diplomatico indiano salpò da Bharuch nel 25 a.C, giungendo a Roma quattro anni dopo. Vi sono inoltre testimonianze di ambasciatori indiani inviati al cospetto degli imperatori Traiano, Antonino Pio, Giuliano e Giustiniano.

### Medioevo
Le relazioni indiane con il Mediterraneo cessarono con la caduta dell'Impero romano, salvo poi riprendere qualche secolo dopo. Durante il Medioevo alcuni mercanti italiani incominciarono a ripercorrere le vecchie rotte romane verso est. Il più famoso di questi fu Marco Polo, che visitò il sud-est dell'India toccando porti quali Kayak, Comorin, Quilon, Thana, Somnath e Cambay. Polo descrisse poi la vita e le usande nell'India del XIII secolo all'interno del suo libro Il Milione.
Nel corso degli anni molti veneziani visitarono l'India. Nicolò de Conti lasciò Venezia nel 1419 per visitare il Medio Oriente, la Persia e in seguito attraversò l'India dalla costa occidentale a quella orientale e si addentrò anche all'interno dell'impero di Vijayanagara. Cesare Federici salpò da Venezia nel 1563 alla volta dell'est, visitando Vijayanagar e l'attuale stato del Kerala e documentando il suo viaggio nel Viaggio nell'India Orientale et oltra l'India nel quale si contengono cose dilettevoli. Il mercante e gioielliere Gasparo Balbi visitò la Persia e l'India tra il 1579 e il 1588 e in seguito pubblicò il Viaggio dell'Indie Orientali, di Gasparo Balbi, Gioielliero Venetiano. Ambrosio Bembo partì da Venezia nel 1671 e trascorse quattro anni visitando il Medio Oriente, l'India e la Persia. All'interno del suo Viaggio e giornale per parte dell'Asia di quattro anni circa fatto da me Ambrosio Bembo, Nobile Veneto documentò le sue visite a Goa e Mumbai. Il veneziano Niccolò Manucci lasciò Venezia all'età di quattordici anni diretto in India, dove si mise al servizio dell'impero Mughal, e li vi rimase fino alla morte. La sua opera Storia do Mogor è una delle testimonianze più dettagliate della storia dell'impero Mughal, tra quelle scritte da autori europei.
I visitatori provenivano anche dal resto dell'Italia. Filippo Sassetti, studioso e umanista di Firenze, visitò l'India e morì a Goa nel 1588. In seguito alla sua visita, Sassetti scrisse varie lettere in cui evidenziava delle somiglianze tra il sanscrito e l'italiano. Pietro della Valle, originario di Roma, nel 1624 visitò Surat, Goa e Keladi. Giovanni Francesco Gemelli-Careri, avvocato napoletano, durante il suo giro del mondo visitò l'India meridionale e fornì un'accurata descrizione dell'accampamento dell'imperatore Aurangzeb durante la campagna militare del Deccan nel 1695, nell'opera Giro Intorno al Mondo, pubblicata nel 1699.  Gli italiani che visitarono l'India nel corso dei secoli, però, non furono soltanto mercanti e viaggiatori.  Il generale Rubino Ventura offrì il suo contributo nel reparto di fanteria dell'esercito di Ranjit Singh negli anni 1830 e 40.

### Colonialismo britannico

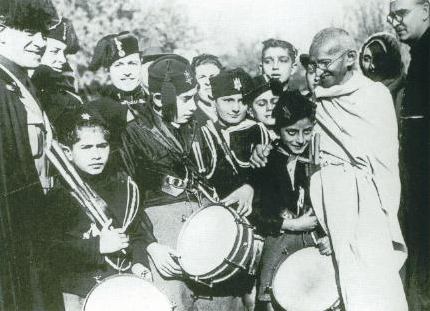
Gandhi a Roma durante la sua visita in Italia.

Durante il periodo di dominazione britannica, le relazioni tra Italia e India si ridussero drasticamente. Alcuni studiosi italiani parteciparono all'opera di studio della lingua sanscrita e, tra questi, Gaspare Gorresio istituì la prima Cattedra di sanscrito presso l'Università di Torino, nel 1852. Tra il 1843 e il 1858, Gorresio tradusse e articolò in dieci volumi il Rāmāyaṇa, pubblicandolo come Ramayana, poema indiano di Valmichi. I movimenti risorgimentali italiani ispirarono vari patrioti indiani e gli scritti di Giuseppe Garibaldi furono tradotti e letti dall'intellighenzia indiana.
Nel dicembre del 1931 il Mahatma Gandhi accettò l'invito a visitare Roma ed ebbe un incontro con il Primo Ministro Benito Mussolini. Mussolini definì Gandhi "un genio e un santo" e ammirava la sua abilità nel combattere l'impero britannico. In seguito alla visita, Gandhi scrisse una lettera a un suo amico, affermando "Mussolini è un enigma per me. Sono attratto da molte delle sue riforme. Sembra che abbia fatto molto per la classe contadina. Ammetto che i suoi siano metodi duri ma, poiché la violenza è alla base della società occidentale, le sue riforme meritano un'analisi imparziale[...] Ciò che mi colpisce è che dietro la sua implacabilità c'è la volontà di servire il suo popolo. Anche dietro i suoi discorsi enfatici c'è un nucleo di sincerità e di amore appassionato per la sua gente. Pare che la maggior parte degli italiani ami il governo ferreo di Mussolini." Gandhi inoltre definì Mussolini “uno degli statisti migliori del nostro tempo." In seguito, tuttavia, l'invasione italiana dell'Etiopia nel 1935 fece cambiare totalmente il pensiero di Gandhi riguardo al duce.
Durante la seconda guerra mondiale, i britannici spedirono alcuni prigionieri di guerra italiani, catturati in Europa o nordafrica, a Bangalore e a Chennai. Nel febbraio del 1941, circa 2200 prigionieri italiani arrivarono in treno a Bangalore e furono rinchiusi nei campi di internamento a Byramangala

## Storia moderna

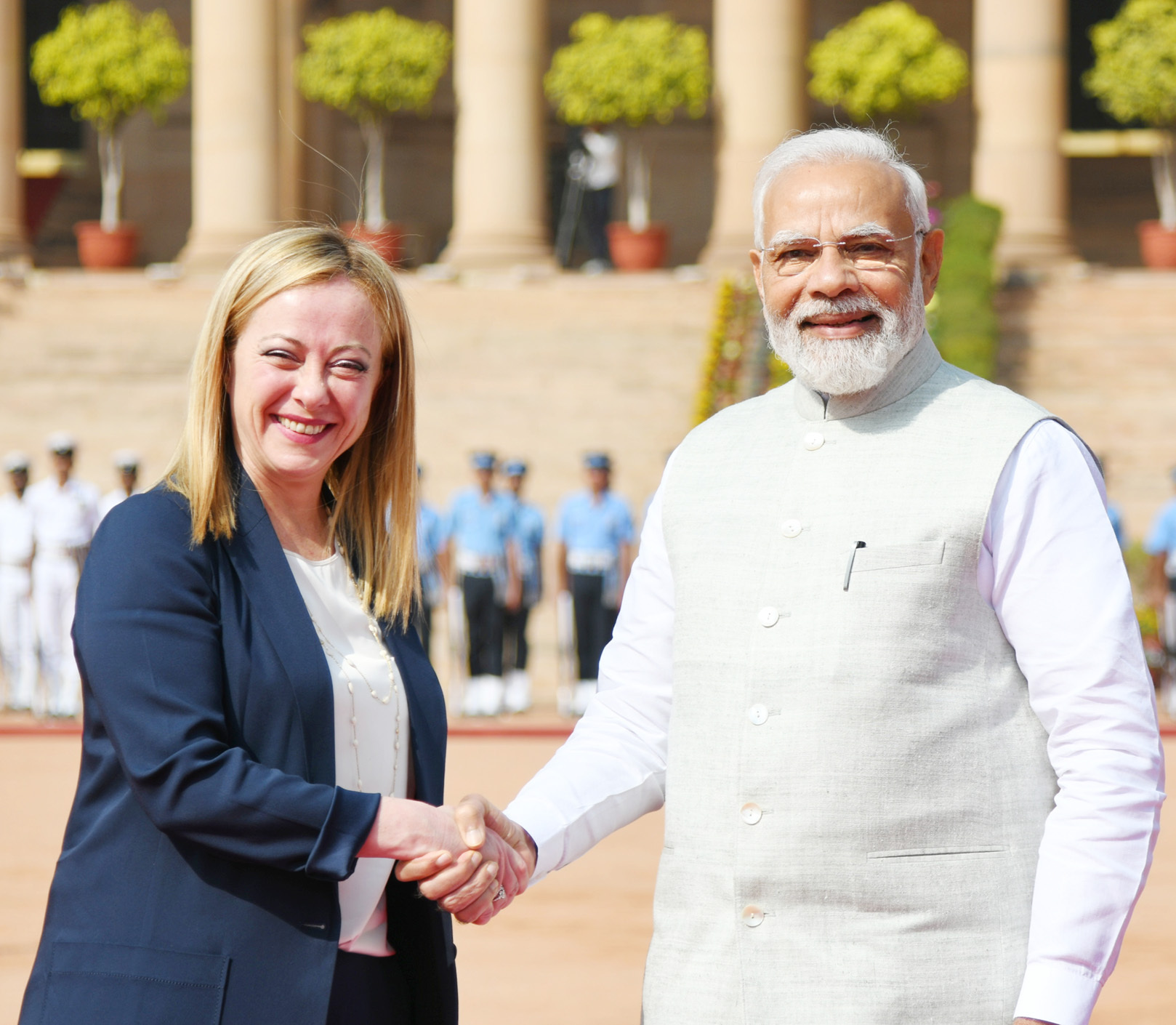
Giorgia Meloni con Narendra Modi a Nuova Delhi nel 2023

Le prime relazioni diplomatiche tra la Repubblica Italiana e la Repubblica d'India furono stabilite ufficialmente nel 1947. Nel 1953 il Primo ministro indiano Jawaharlal Nehru visitò l'Italia, mentre nel febbraio del 1995 il Presidente della repubblica Oscar Luigi Scalfaro fu il primo capo di Stato italiano a visitare l'India. La visita di Scalfaro fu seguita, nel febbraio del 2005, da quella di Carlo Azeglio Ciampi.
Nel febbraio del 2007, Romano Prodi fu il primo premier italiano a visitare l'India. Durante il G8 dell'Aquila del 2009, l'Italia ricevette la visita del primo ministro indiano Manmohan Singh. Il Ministro degli affari esteri, S.M. Krishna ha rappresentato l'India alla celebrazioni per il 150º anniversario dell'unità d'Italia, tenutesi a Roma nel giugno del 2011.
Nel marzo del 2023, in occasione del 75º anniversario dell’instaurazione di relazioni diplomatiche bilaterali tra India e Italia, Giorgia Meloni ha incontrato a Nuova Delhi il primo ministro Narendra Modi e la presidente Droupadi Murmu. Italia e India hanno chiesto la cessazione delle ostilità e hanno espresso la loro seria preoccupazione per la crisi umanitaria in Ucraina, e hanno discusso ulteriormente l'impatto della pandemia di COVID-19.

## Relazioni economiche

### Trattati bilaterali
Gli affari tra Italia e India sono cresciuti di dodici volte negli ultimi due decenni, tra il 1991 e il 2011, passando da 708 milioni di euro a 8,5 miliardi.
Il 29 novembre 2017, Italia e India hanno firmato un memorandum d'intesa per rafforzare la cooperazione nel settore della sanità. I firmatari del memorandum sono stati il Ministro della salute indiano J.P. Nadda e il suo equivalente italiano Beatrice Lorenzin. Il memorandum prevede la cooperazione in ambito sanitario, mettendo in comune risorse tecniche, finanziarie e umane per raggiungere l'obiettivo ultimo di migliorare le infrastrutture e la ricerca in entrambi i paesi. Le attività da svolgere nell'ambito dell'accordo comprendono lo scambio e la formazione di medici, l'istituzione di strutture sanitarie e la promozione di opportunità di sviluppo commerciale nel settore farmaceutico.

### Investimenti diretti
Le aziende italiane hanno investito 694 milioni di euro in India nel 2011 e più di un miliardo nel 2012. A dicembre 2012 l'Italia aveva accumulato un investimento di 3,75 miliardi di euro in India, il 9% dell'investimento totale dell'Unione europea.